# 內冠海龍
內冠海龍（学名：Corythoichthys intestinalis），为輻鰭魚綱棘背魚目海龍魚科的其中一種，分布於中西太平洋區，包括印尼、新喀里多尼亞、澳洲、馬紹爾群島、密克羅尼西亞、帛琉、菲律賓、關島、東加、薩摩亞群島、法屬玻里尼西亞等海域，棲息深度20-68公尺，體長可達16公分，棲息在水淺的礁沙混合區、珊瑚礁或海草床，卵胎生，通常成對出現。